# WMR
WMR is een Duits historisch merk van motorfietsen.
De bedrijfsnaam was: Württemberger Motorfahrzeugwerk Wilhelm Jeckel, Rottenburg/Neckar 
Rond 1925 gingen ongeveer 150 kleine motorfietsmerken in Duitsland ter ziele, deels omdat de (Duitse) toeleveranciers van inbouwmotoren ervoor kozen hun eigen merk te beschermen en die motoren niet langer aan derden te leveren.  WMR startte heel waarschijnlijk in 1926 met de productie van motorfietsen, maar gebruikte daarvoor 348- en 498cc-OHC motoren van Küchen (dat zelf geen motorfietsen produceerde) en Britse 198- tot 598cc-Blackburne-kopklepmotoren.
Volgens sommige bronnen begon de productie van WMR pas in 1929, maar in dat jaar verongelukte oprichter Wilhelm Jeckel. Het is niet waarschijnlijk dat het merk dan nog lang bleef bestaan, maar de productie eindigde pas in 1931 of 1932.